# Sagarmatha (zone)
Sagarmatha is een van de 14 zones van Nepal. De hoofdstad is Rajbiraj.

## Districten
Sagarmatha is onderverdeeld in zes districten (Nepalees: jillā):
- Khotang
- Okhaldhunga
- Saptari
- Siraha
- Solukhumbu
- Udayapur

Bagmati · Bheri · Dhawalagiri · Gandaki · Janakpur · Karnali · Kosi · Lumbini · Mahakali · Mechi · Narayani · Rapti · Sagarmatha · Seti